# Filialkirche Latschau

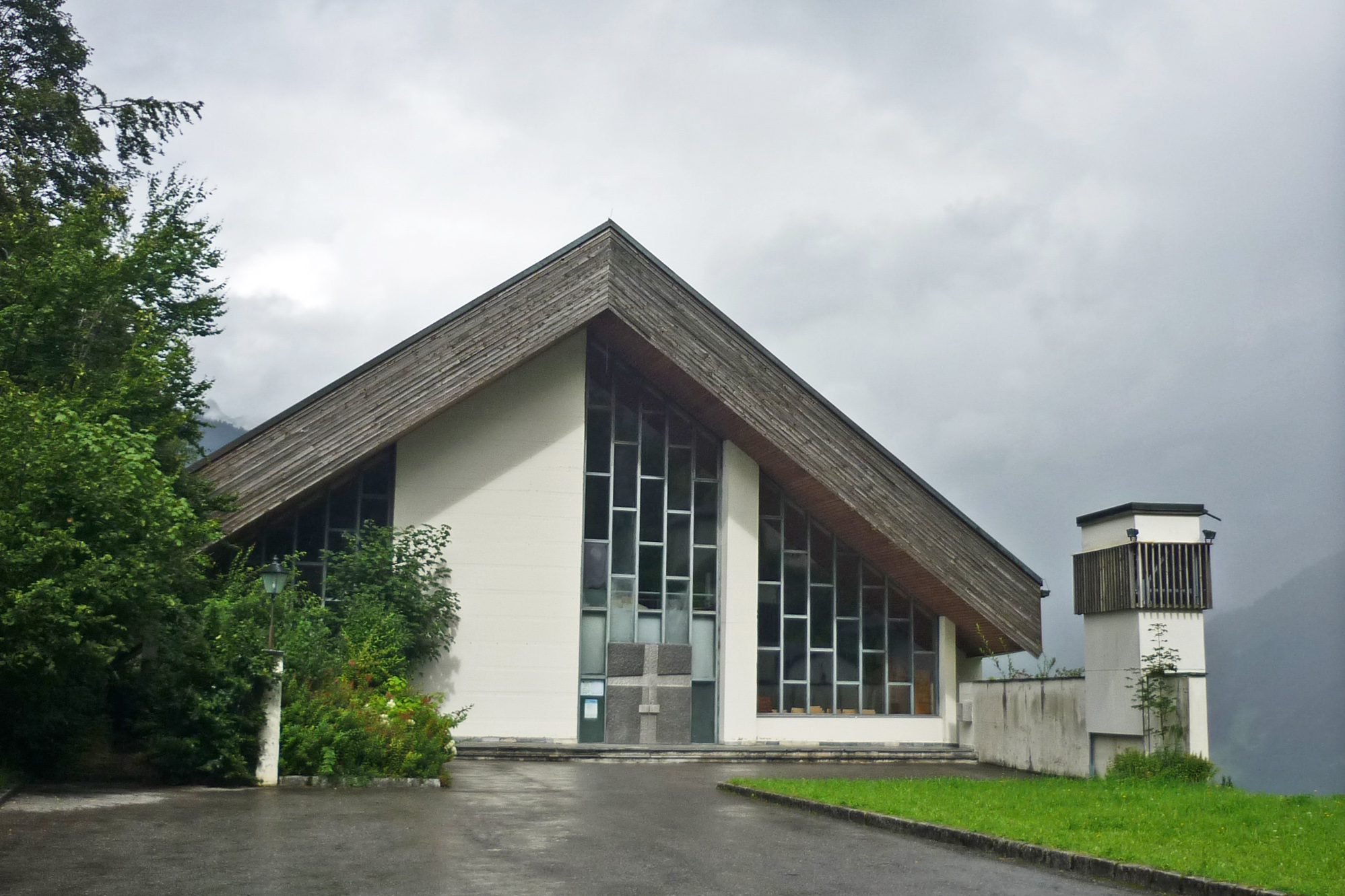
Kath. Filialkirche Verklärung Jesu in Latschau

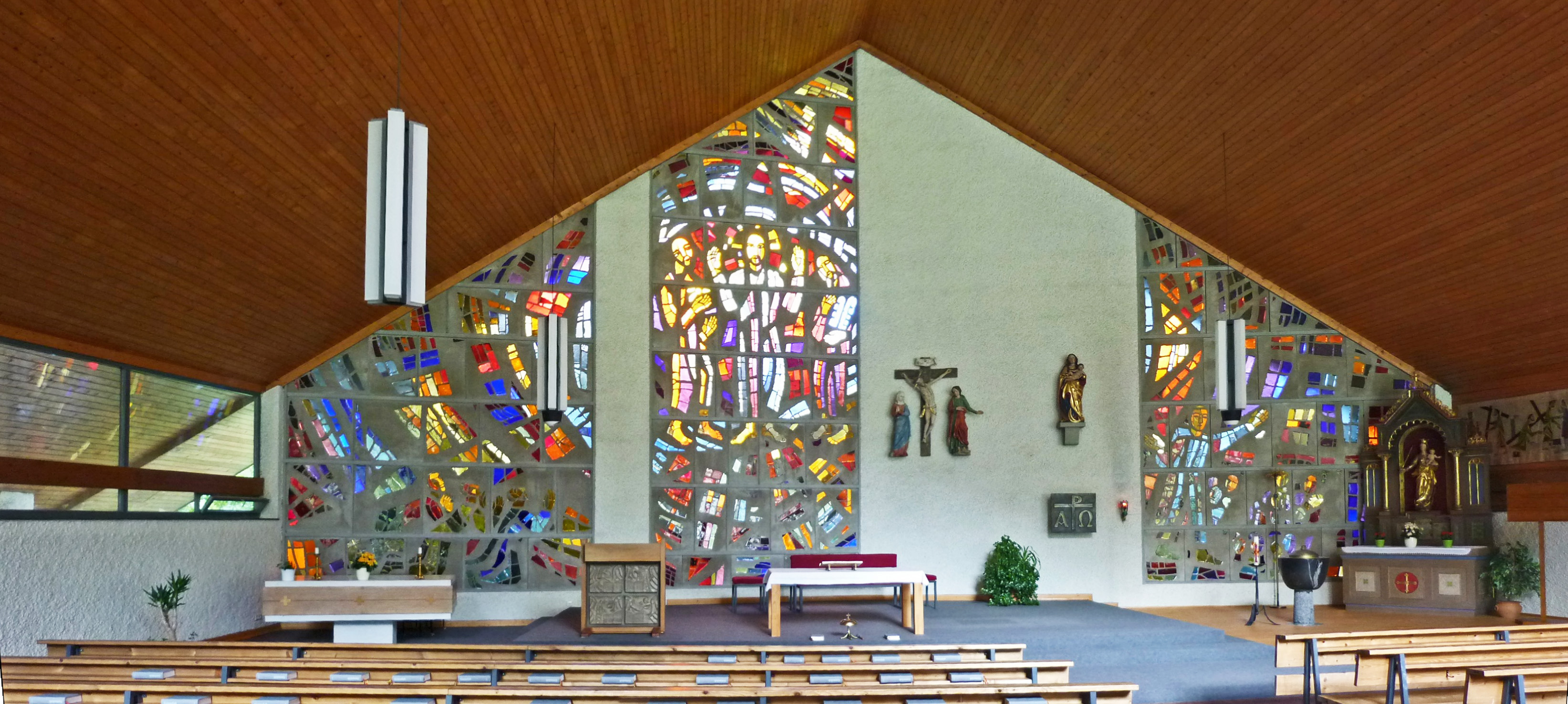
Das Kircheninnere zur Altarwand

Die römisch-katholische Filialkirche Latschau steht in der Ortschaft Latschau in der Gemeinde Tschagguns in Vorarlberg. Die Filialkirche Verklärung Jesu der Pfarr- und Wallfahrtskirche Tschagguns gehört zum Dekanat Montafon in der Diözese Feldkirch. Die Kirche steht unter Denkmalschutz.

## Geschichte
Der Kirchenbau in Latschau hängt eng mit dem Ausbau der Energiegewinnung aus Wasserkraft durch die Vorarlberger Illwerke zusammen. In Zusammenhang mit der Errichtung des Lünerseewerks (1954–1958) wuchs die Bevölkerung in Latschau so rasch an, dass die alte Kapelle nicht mehr ausreichte.
Die neue Kirche wurde 1965/1966 nach den Plänen der Architekten German Meusburger und Walter Ramersdorfer erbaut und 1968 geweiht.

## Architektur
Der Rechtecksbau mit einer leicht zugespitzten Eingangswand und Altarwand hat ein tief herabgezogenes Satteldach über seitlichen Fensterbändern. Die nördliche Altarwand ist ein Betonglasfenster „Verklärung Jesu und Antonius von Padua“ nach einem Entwurf des Malers Martin Häusle ausgeführt von Margarethe Häusle (1966).

## Ausstattung
An der Altarwand steht eine Figur Maria mit Kind um 1515/1520 restauriert und 1967 ergänzt vom Schrunser Maler und Restaurator Konrad Honold.
Die Orgel baute von 1981 bis 1983 der Orgelbauer Martin Pflüger aus Feldkirch. Sie verfügt über 10 Register auf zwei Manualen und Pedal.
In einem geschlossenen Glockenträger neben dem Vorplatz der Kirche hängen zwei Glocken in der Stimmung Stimmung: a″ und h″. Gegossen wurden sie 1950 in der Glockengießerei St. Florian.